# マスクガール
『マスクガール』（韓国語：  마스크걸）は、キム・ヨンフン脚本・監督、イ・ハンビョル、ナナ、アン・ジェホン、ヨム・ヘラン主演のドラマ。 2023年8月18日にNetflixで配信開始された。

## あらすじ
自分の容姿に自信のない会社員キム・モミ（イ・ハンビョル/ナナ/コ・ヒョンジョン）は、夜になると仮面をかぶってネットの有名人になるが、予期せぬ不運な出来事が次々と彼女の人生を襲う。

## キャスト
※括弧内は日本語吹替。
- イ・ハンビョル：キム・モミ/マスクガール役（2009年、手術前）（大平あひる）
- ナナ：キム・モミ/アルム役（整形後）（大平あひる）
- コ・ヒョンジョン：キム・モミ/囚人第1047号役（2023年）
- アン・ジェホン：ジュ・オナム役：モミの同僚であり、マスクガールの常連視聴者である会社員。マスクガールが同僚のキム・モミであることに気づき、人生を支配するほどの執着心を抱く。
- ヨム・ヘラン：キム・ギョンジャ役（定岡小百合）：モミに復讐しようとする、オナムの過保護な母親。
- パク・ジョンファ：イ・アルム役（中村慈）：モミの同僚。
- チェ・ダニエル：パク・ギフン役：モミの上司。
- キム・ミンソ：キム・イェチュン役：モミの親友。